# Opal Pool
Opal Pool est une source chaude située dans le Midway Geyser Basin dans le parc national de Yellowstone aux États-Unis. Opal Pool a généralement une température d'environ 56 °C. Bien qu'habituellement active comme source chaude, elle est considérée comme un geyser de type fontaine . 

## Description
La première éruption enregistrée d'Opal Pool remonte à 1947 et a été récurrente en 1949, 1952 et 1953, puis a cessé. Les éruptions ont repris en 1979 et se sont produites au moins une fois au cours de la plupart des années suivantes. Les éruptions font généralement moins de 9 mètres de hauteur, mais certaines éruptions ont été observées avec une hauteur de 20 mètres. Les éruptions se produisent soudainement après une convection visible dans le bassin, mais sont imprévisibles. Une éruption consiste en une énorme explosion qui jette de l’eau à une hauteur de 20 mètres, faisant d’Opal Pool le plus grand geyser actif du Midway Geyser Basin. En 2005, Opal Pool a été complètement drainée, mais remplie de nouveau en tant que piscine vert vif en 2008.

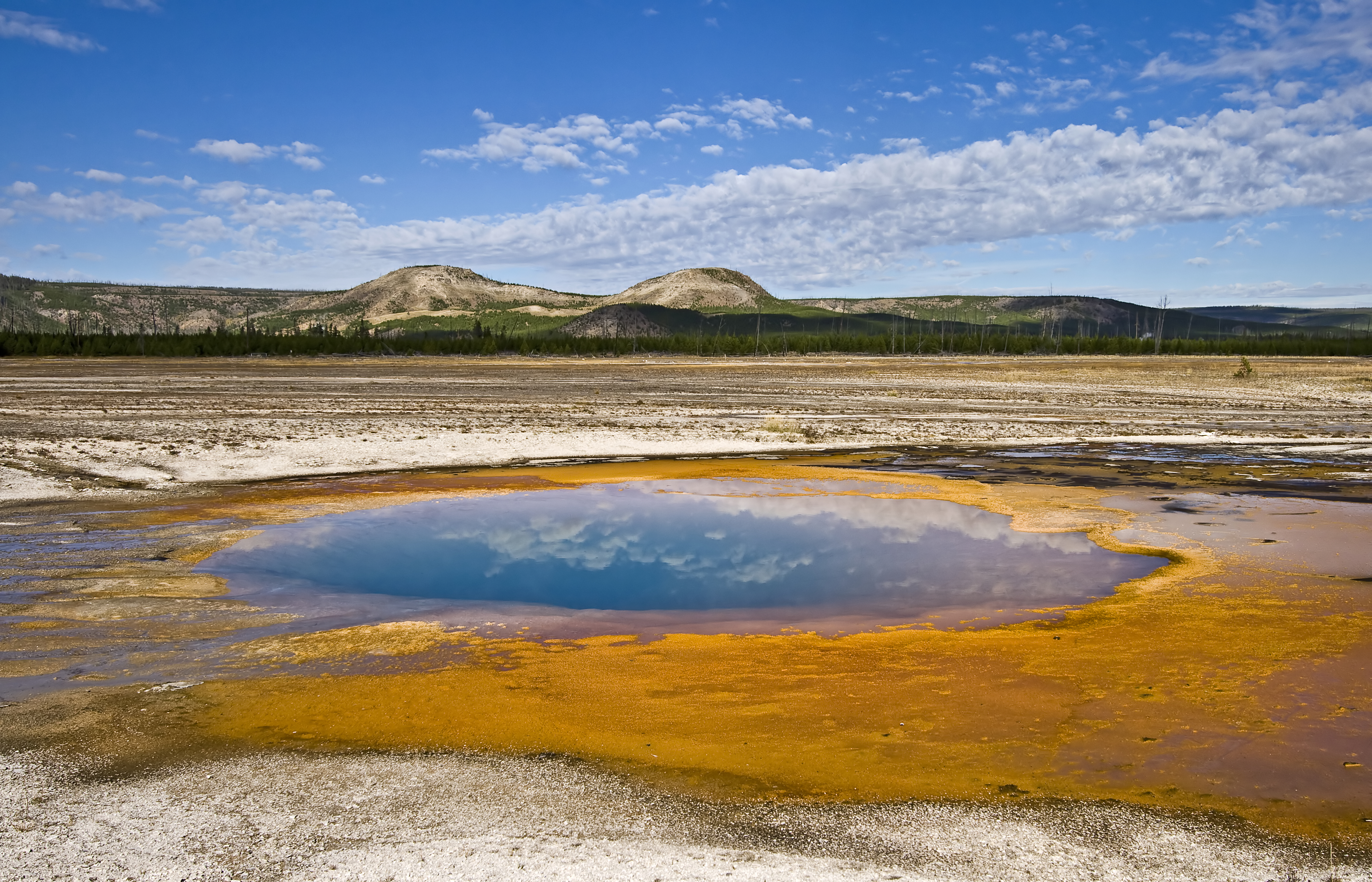
Opal Pool en 2010.
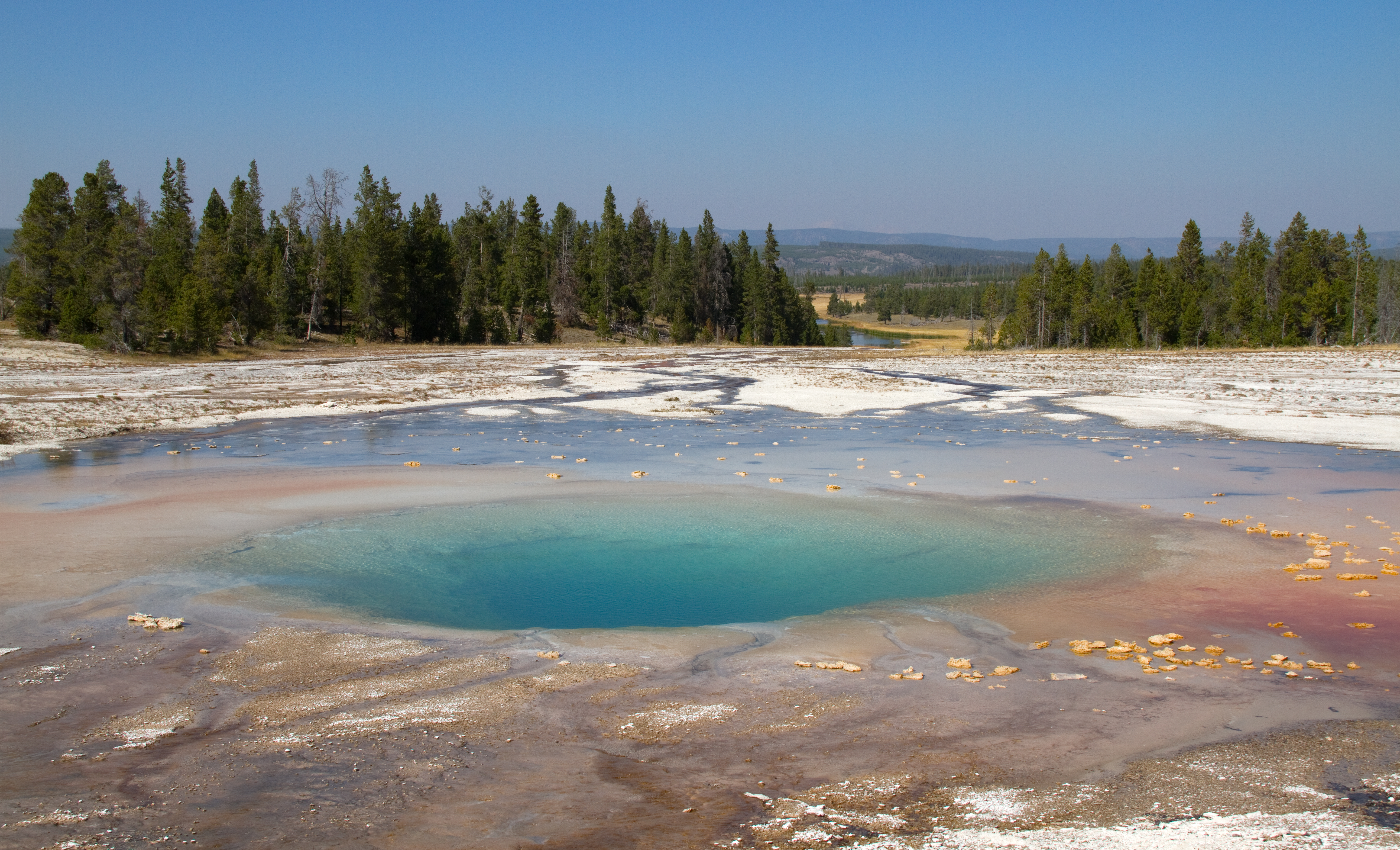
Opal Pool en 2012.